# Jürgen P. Kropp
Jürgen Peter Kropp (* 27. Juli 1959 in Thuine; aufgewachsen in Lingen (Ems), Niedersachsen) ist ein deutscher Klimaforscher und Leiter der Forschungsgruppe „Urbane Transformationen“ am Potsdam-Institut für Klimafolgenforschung.

## Leben
Von 1976 bis 1988 war Kropp zunächst als Polizeivollzugsbeamter und Verwaltungsangestellter in Oldenburg tätig. Nach einem nebenberuflichen Abitur am Abendgymnasium Oldenburg (1986) studierte er von 1986 bis 1992 Chemie und Physik an der Carl von Ossietzky Universität Oldenburg. Nach einer Tätigkeit als wissenschaftlicher Mitarbeiter am Potsdam-Institut für Klimafolgenforschung (PIK) schloss er 1999 seine Promotion im Fach Theoretische Physik an der Universität Potsdam ab. 1998 bis 2001 leitete er eine Forschungsgruppe am Institut für Chemie und Biologie des Meeres an der Universität Oldenburg. Von 2002 bis 2004 war er an der Justus-Liebig-Universität Gießen am Institut für Theoretische Physik und für den
Wissenschaftlichen Beirat für Globale Umweltveränderungen der Bundesregierung tätig. Nach seiner Rückkehr an das PIK (2004) baute er die Climate Change and Development Forschungsgruppe auf. Von 2005 bis 2010 war es Lehrbeauftragter an der Humboldt-Universität zu Berlin und lehrte als Gastprofessor an der Mahidol-Universität in Bangkok (2008–2009) und erhielt 2010 einen Ruf eine Professur an die Griffith Universität/Brisbane, Australien den er jedoch nicht annahm.
Seit 2010 ist er Professor für Klimawandel und nachhaltige Entwicklung an der Universität Potsdam am Institut für Umweltwissenschaften und Geographie. Aufgrund der Erkenntnis, dass eine zielgruppen- und problemorientierte Kommunikation sowie Hilfe zur Selbsthilfe zentrale Basiselemente für erfolgreiche gesellschaftliche Transformationen sind, gehört er zu den Mitinitiatoren einer neugegründeten Hochschule in Berlin, welche die zentralen Themen Nachhaltigkeit, Digitalisierung und kulturelle Transformationen in sich vereint. An der er in Gründung befindlichen Stiftungshochschule Berlin School for Sustainable Futures/University of Applied Sciences ist er zudem auch Gründungsdekan für den Bereich Umweltmanagement und Nachhaltigkeit. Seit 2018 ist er auch vom BMZ nominiertes Mitglied im Board of Governors des Internationalen Zentrums für Integrierte Entwicklung in Bergregionen (ICIMOD) in Kathmandu/Nepal, dessen Forschungsschwerpunkt der Klimawandel und die Folgen in Bergregionen ist. Seit 2021 ist er Partner der neugegründeten Bauhaus Erde gGmbH. Im Jahr 2021 war er Jurymitglied für den Deutschen Nachhaltigkeitspreis/Bereich Kommunen. Kropp ist Autor und Ko-Autor von mehr als 100 wissenschaftlichen Publikationen.

## Wirken und Forschungsschwerpunkte
Von 2009 bis 2010 war Kropp verantwortlich für eine Reihe von Verwundbarkeitsstudien zum Klimawandel, z. B. in Nordrhein-Westfalen und Sachsen-Anhalt, die eine Basis für Anpassungsstrategien in diesen Bundesländern bildeten. Er beriet verschiedene politische Institutionen im Hinblick auf die Klimaproblematik. Beispielsweise verfasste er für den Europarat/Regionenkammer ein Positionspapier zur Anpassung. Mit dem Indian Forum of the Parlamentarians diskutierte er zusammen mit Nitin Desai (vormaliger stellvertretender UN-Generalsekretär) die indischen Optionen im Bereich Anpassung, Minderung und nachhaltige Entwicklung unter einem sich verschärfenden Klimawandel. Im Herbst 2010 war er auf Einladung der pakistanischen Regierung in Islamabad und lieferte für die erste UN-Konferenz Klimawandel und Entwicklung das Schlussstatement in Anwesenheit von Staatspräsident Asif Ali Zardari und Umweltminister Afridi.
Kropps Arbeitsschwerpunkte sind die Umweltsystem- und Klimawirkungsanalyse. Dazu werden moderne Untersuchungsmethoden wie Neuronale Netzwerke, qualitative Differentialgleichungen, Viabilitätsanalyse und fraktale Ansätze eingesetzt und neue systemorientierte Analysekonzepte entwickelt. Er hat einen starken Arbeitsschwerpunkt in Entwicklungsländern, wobei Fragen sozio-öko-technologischer Übergangspfade, die wirtschaftliche Entwicklung, soziale Integration, Anpassung an die unvermeidlichen Folgen des Klimawandels sowie Klimaschutz in Einklang zu bringen im Vordergrund stehen. In der Debatte um die Transformierbarkeit von Gesellschaften kritisiert er die zunehmende Fokussierung der Entwicklungszusammenarbeit auf die Klimaanpassung, wobei die eigentliche Ursache des Klimawandels, die Treibhausgasentwicklung, häufig ausgeblendet wird. Zudem betont er die Bedeutung von zielgruppengerechter Kommunikation in der Klimadebatte und startete zusammen mit der Hochschule für Film und Fernsehen „Konrad Wolf“ ein Projekt zur Klimakommunikation. Hierfür wurde er 2012 mit dem international renommierten Clean Tech Media Award (Clean Tech Media Awards) ausgezeichnet. Aus diesem Projekt ging auch die von ihm mitgegründete „Climate Media Factory UG“ hervor, die im Bereich wissenschaftliche Medienproduktion, „Climate Services“, Serious Gaming sowie Umweltbildung tätig ist.

## Schriften

### Bücher
- mit H. J. Schellnhuber (Hrsg.): In Extremis: Disruptive Events and Correlations in Hydrology and Climate. Springer, Berlin 2011, ISBN 978-3-642-14862-0.
- mit J. Scheffran (Hrsg.): Advanced Methods for Decision Making and Risk Management in Sustainability Science. Nova Science Publishers, New York 2007, ISBN 978-1-60021-427-1.
- mit A. Bunde und H. J. Schellnhuber (Hrsg.): The Science of Disasters: Climate Disruptions, Heart Attacks, and Market Crashes. Springer, Berlin 2002, ISBN 3-540-41324-3.

### Politikpapiere & populärwissenschaftliche Artikel
- Grüne Lunge statt grauer Moloch: Unsere Städte sind der Schlüsselfaktor dafür, ob wir die Wende zur Nachhaltigkeit hinbekommen oder nicht. Zeitschrift für Internationale Politik, Ausgabe 6, Seite 38–43, 2022
- Was der Klimawandel für unsere Städte bedeutet In: Das Haus, Burda Verlag, Ausgabe 9, Seite 22–25, 2021
- mit I. Blumenthal: Klimawandel: Veränderungen beginnen im Kopf und brauchen Begleitung In: Geographische Rundschau, Ausgabe 12, S. 6–11, 2019
- mit L. Krummenauer: Grenzen der Bewohnbarkeit in heißen Regionen am Beispiel des Nahen Ostens In: Warnsignal Klima: Extremereignisse. Kapitel 7.10, GEO Das Reportage Magazin, 2018
- Veränderungen brauchen Begleitung In: Forum Nachhaltig Wirtschaften, Heft 1/2016, S. 118ff
- Flüchtlingsströme der Zukunft. In: Bundeswehr Aktuell. 46(38), 2010, S. 6.
- mit M. Scholze: Climate Change Information for Effective Adaptation: A practitioner's Manual. Deutsche Gesellschaft für technische Zusammenarbeit GTZ  (German Technical Cooperation),  Eschborn, KlarmannDruck GmbH, Kelkheim 2009. [in EN, ESP, FR, PT]
- mit A. Holsten u. a.: Klimawandel in Nordrhein-Westfalen: Regionale Abschätzung der Anfälligkeit ausgewählter Sektoren. Potsdam Institut für Klimafolgenforschung, Potsdam 2009.
- mit A. Daschkeit: Anpassung und Planungshandeln im Licht des Klimawandels. In: Informationen zur Raumentwicklung. (6–7), 2008, S. 353–361.
- für den Europarat: Climate change: building adaptive capacity of local and regional authorities. Standing Committee on Sustainable Development, Approved on Malaga Session, March 2008.
- Klimawandel: Verwundbarkeit, Bewältigung von Folgen und Anpassung. In: Raumentwicklungsstrategien zum Klimawandel. Hrsg. Bundesministerium für Verkehr, Bau und Regionalplanung, Berlin 2007, S. 20–25.

## Belege
1. ↑  Bauhaus Erde
2. ↑  Deutscher Nachhaltigkeitspreis Städte und Gemeinden. Stiftung Deutscher Nachhaltigkeitspreis, abgerufen am 30. Dezember 2024.
3. ↑  Jürgen P. Kropp. In: Google Scholar. Abgerufen am 30. Oktober 2021.
4. ↑  Rina Saeed Khan: The floods in Pakistan show our vulnerability to climate chaos. In: The Guardian. 10. November 2010, ISSN 0261-3077 (theguardian.com [abgerufen am 30. Dezember 2024]).
5. ↑  Clean Tech Media Award 2012 – Innovationen, Promis und das Warten auf den A-ha Effekt. In: Green In Berlin. 12. September 2012, abgerufen am 30. Dezember 2024.
6. ↑  Climate Media Factory. Abgerufen am 30. Dezember 2024.

| Personendaten    | Personendaten                   |
| ---------------- | ------------------------------- |
| NAME             | Kropp, Jürgen P.                |
| ALTERNATIVNAMEN  | Kropp, Jürgen                   |
| KURZBESCHREIBUNG | deutscher Klimawirkungsforscher |
| GEBURTSDATUM     | 27. Juli 1959                   |
| GEBURTSORT       | Thuine                          |